# Pedicularis pygmaea
Pedicularis pygmaea är en snyltrotsväxtart. Pedicularis pygmaea ingår i släktet spiror, och familjen snyltrotsväxter.

## Underarter
Arten delas in i följande underarter:
- P. p. deqinensis
- P. p. pygmaea